# Министерство финансов Бельгии
Министерство финансов Бельгии или Федеральная государственная служба финансов Бельгии было создано Королевским приказом от 17 февраля 2002 года в рамках реализации планов первого правительства Верхофстадт по модернизации федеральной администрации. Оно отвечает за финансы федерального правительства и налогообложение. Оно несет ответственность перед министром финансов.